# Stanisław Waliszewski
Stanisław Waliszewski herbu Leszczyc – sędzia grodzki dobrzyński.
Poseł ziemi dobrzyńskiej na sejm 1576/1577 roku.